# Lijst van bibliofiele uitgaven van Arnon Grunberg
Dit is een (onvolledige) lijst van bibliofiele uitgaven van Arnon Grunberg. Van Arnon Grunberg bestaan veel bibliofiele uitgaven. De auteur heeft deze uitgaven ook zelf (laten) maken en beschouwt ze als een onvervreemdbaar onderdeel van zijn bibliografie.
- 1990 - "De macchiavellist" (Stichting Casimir (Amsterdam), oplage 500 ex.)
- 1991 - "Het boek Johanna" (Kasimir (Amsterdam), oplage 27 ex.)
- 1992 - "Brief aan M." (Kasimir (Amsterdam), oplage 200 ex.)
- 1992 - "Eenakter" (Kasimir (Amsterdam), oplage 250 ex.)
- 1992 - "Franse liedjes" (Kasimir (Amsterdam), oplage 250 ex.)
- 1992 - "De dood zal mijn moeder zijn" (Kasimir (Amsterdam), oplage 50 ex.)
- 1993 - "Stilte s.v.p. Justine leest mij" (ITFB (Amsterdam), oplage 50 ex.)
- 1994 - "Ushi en Septembrius" (De Carbolineum Pers (Wildert), oplage 65 ex.)
- 1994 - "De advocaat, de leerlooier en de forellen" (Lankamp & Brinkman (Amsterdam), oplage 1000 ex.)
- 1995 - "Kisselgoff" (ITFB (Amsterdam), oplage 250 ex.)
- 1997 - "Geen post" (En Passant (Eindhoven), oplage 50 ex.)
- 1998 - "Francesca Vongole, but you are also very attractive when you don't drink" (Kunst Editions (New York), oplage 49 ex.)
- 1998 - "Dat is nog geheim" (Kunst Editions (New York), oplage 10 ex.)
- 1998 - "Francesca Vongole, but you are also very attractive when you are dead" (Kunst Editions (New York), oplage 49 ex.)
- 1998 - "I never forget a face" (Kunst Editions (New York), oplage 199 ex.)
- 1998 - "Kutgedicht aan de eenzame ambitieuze hoer C." (Kunst Editions (New York), oplage 46 ex.)
- 1998 - "Welcome home presentation dinner for whore C." (Kunst Editions (New York), oplage 26 ex.)
- 1998 - "Second welcome book dinner for whore C." (Kunst Editions (New York), oplage 13 ex.)
- 1998 - "Duur vingeren ben je vies van me?" (Kunst Editions (New York), oplage 6 ex.)
- 1998 - "Romantiek" (Kunst Editions (New York), oplage 13/26 ex.)
- 1998 - "Dronken" (Kunst Editions (New York), oplage 62 ex.)
- 1998 - "Ze stond daar verdomme mooi de stralende hoer C. te wezen" (Kunst Editions (New York), oplage 7 ex.)
- 1998 - "Klotegedicht aan de eenzame ambitieuze hoer C." (Kunst Editions (New York), oplage 49 ex.)
- 1998 - "Geheim genootschap tegen westenwind" (Uitgeverij Yves/Kunst Editions (Amsterdam/New York), oplage 19 ex.)
- 1998 - "Feest voor de lijmsnuivetjes" (Kunst Editions (New York), oplage 200/49 ex.)
- 1998 - "Arnon Grunberg and Pablo van Dijk request the honor of your company..." (Kunst Editions (New York), oplage 39 ex.)
- 1998 - "Drink a lot of white wine/Veel witte wijn" (Kunst Editions (New York), oplage 36 ex.)
- 1998 - "Het nieuwe hart slaat niet aan/The new heart did not start ticking" (Kunst Editions (New York), oplage 45 ex.)
- 1998 - "Tang" (Kunst Editions (New York), oplage 26 ex.)
- 1998 - "Voor het nageslacht/For posterity" (Steendrukkerij Amsterdam/Joods Historisch Museum, oplage 36/36 ex. + 7 ex.)
- 1998 - "Happy holidays" (Kunst Editions (New York), oplage 26/2 ex.)
- 1998 - "Marlena & Leopold - Kerstverhaal" (En Passant (Eindhoven), oplage 50 ex.)
- 1999 - "Lady Onion en prins Pesto. Een sprookje voor ondeugende kinderen" (Kunst Editions (New York), oplage 9 ex.)
- 1999 - "Mag ik uw jas aannemen? het feest is net begonnen" (Kunst Editions (New York), oplage 12 ex.)
- 1999 - "Aan het gas" (Kunst Editions (New York), oplage 15 ex.)
- 1999 - "De ratten" (Kunst Editions (New York), oplage 8/8 ex.)
- 1999 - "Mariëtte" (Kunst Editions (New York), oplage 11 ex.)
- 1999 - "Rijmend gedicht nummer 1" (Kunst Editions (New York), oplage 30 ex.)
- 2000 - "Junkmail" (Kunst Editions (New York), oplage 15 ex.)
- 2000 - "Menu oprichtingsdiner Geheim Grunberg Genootschap" (Kunst Editions (New York), oplage 34 ex.)
- 2000 - "Verzamelde visitekaartjes" (Kunst Editions (New York), oplage 16 ex.)
- 2000 - "Portrait of the artist as a young woman" (Kunst Editions (New York), oplage 48 ex.)
- 2001 - "Diet fork" (Kunst Editions (New York), oplage 66 ex.)
- 2004 - "De Heilige Antonio als hapax legomena" (Hansje van Halem (Amsterdam), oplage 60 ex.)
- 2004 - "Mensen die de waarheid zoeken liegen veel" (En Passant (Eindhoven), oplage 49 ex.)
- 2006 - "Spatzki" (Staszewski BV (Amsterdam))
- 2008 - "The Anne Frank tree and its discontents" (Green Card Publishers (New York), oplage 50 ex.)
- 2009 - "Het maag-darmkanaal" (Nijgh & Van Ditmar (Amsterdam), oplage rond 540 ex.)
- 2010 - "Extase" (Literarte, oplage 110 ex.)
- 2010 - "De Bulgaren" (De Volkskrant, oplage 1000 ex.)
- 2010 - "Grunbergs wonderzalf" (Norman Bates (New York), oplage 100 ex.)
- 2010 - "Onze paus" (Norman Bates (New York), oplage 69 ex.)
- 2011 - "Brieven aan Esther" (Alauda Publications (Amsterdam), oplage 200 ex.)
- 2012 - "Een nieuwe vriend" (Hof van Jan (Haarlem), oplage 175 ex.; 25 luxe, gesigneerde en genummerde exemplaren waaraan een met de hand ingekleurde tekening van Nicole de Cock werd toegevoegd)
- 2013 - "Simon Carmiggelt en mijn moeder" (KDC (Heiloo), oplage 20 ex.)
- 2013 - "Gratis is het woord niet" (Maison Close (Voulaispont sur Autrement), oplage 120 ex.)